# Người anh yêu dấu
Người anh yêu dấu (お兄ちゃんと一緒 tên gốc là Onii-chan to Issho) là một loạt manga được viết và minh họa bởi nữ tác giả người Nhật Tokeino Hari. Manga ra mắt chương đầu tiên từ tháng 3 năm 2003 trên tạp chí The LaLaxMelody do nhà xuất bản Hakusensha ấn hành, sau đó được chuyển sang đăng thường kỳ hàng tháng trên tạp chí shōjo LaLa cho đến tháng 3 năm 2009. Hakusensha đã phát hành manga thành 11 tập tankōbon từ tháng 1 năm 2004 đến tháng 7 năm 2009, với tổng cộng 58 chương truyện chính và một số phụ chương. Câu chuyện xoay quanh Miyashita Sakura, một nữ sinh trung học 14 tuổi mồ côi cha mẹ. Sau khi người bà yêu thương cô cũng qua đời, Sakura phát hiện ra mình có đến bốn người anh trai đã thất lạc từ nhỏ. Bốn người anh, mỗi người một tính cách khác nhau, chuyển đến sống cùng Sakura, họ chăm sóc cô như một người em gái, giúp cô vơi dần đi nỗi cô đơn và bất an. Mạch truyện tập trung vào mối quan hệ phức tạp của Sakura và những tình cảm mà những thành viên trong gia đình dành cho nhau.
Tác phẩm được chuyển thể thành một đĩa drama CD như một kịch bản bổ sung, phát hành ngày 25 tháng 7 năm 2007. Manga được Tokyopop mua bản quyền và cấp phép phát hành bản tiếng Anh tại thị trường Bắc Mỹ từ tháng 7 năm 2007 đến tháng 3 năm 2010 dưới nhan đề Me & My Brothers. Tại Việt Nam, nhà xuất bản Trẻ đã phát hành bộ truyện dưới nhan đề Người anh yêu dấu từ tháng 9 năm 2012 đến tháng 2 năm 2013. Tác phẩm cũng được xuất bản tại một số quốc gia khác như Đài Loan, Hàn Quốc, Indonesia và Thái Lan. Onii-chan to Issho đã giúp tác giả Tokeino đoạt danh hiệu "tân mangaka ưu tú" của giải Hakusensha Athena Shinjin Taishō lần thứ 28 vào năm 2003. Một số tập truyện nằm trong danh sách manga bán chạy nhất toàn Nhật Bản sau hai tuần đầu ra mắt.

## Sơ lược

### Cốt truyện
Câu chuyện mở đầu khi Miyashita Sakura, một nữ sinh trung học 14 tuổi đã mất hết người thân, từ trường về nhà và phát hiện ra mình có đến bốn người anh trai đã dọn đến đây chung sống. Họ là Masashi, Takashi, Tsuyoshi và Takeshi, mỗi người một tính cách khác nhau và đang làm những công việc khác nhau, nhưng cóđiểm chung là đều yêu thương cô em gái bé nhỏ của mình hết mực. Thoạt đầu, Sakura cảm thấy nghi ngại và giữ khoảng cách với các anh, bởi cô rất bất ngờ trước sự hiện diện đột ngột của họ và không dám tin rằng mình vẫn có thể sống trở lại trong không khí gia đình. Sự việc tồi tệ hơn khi cô tình cờ phát hiện ra cả bốn người anh đều không có chung dòng máu với mình, bởi mẹ ruột của Sakura đã mang thai cô trước khi kết hôn với ba của các anh trai. Sakura rất buồn và trốn trong ngôi căn đồ chơi ở công viên, cô cho rằng mối quan hệ giữa các anh và mình chỉ như sự thương hại đối với người dưng nước lã. Nhưng các anh đã tìm đến và thuyết phục cô rằng, tình cảm mà họ dành cho cô là hoàn toàn chân thành, bởi lẽ mọi người đã từng có thời gian vui đùa bên nhau cho đến khi Sakura lên ba tuổi, và họ luôn ấp ủ hy vọng được tìm gặp em gái trong suốt 11 năm qua.
Sakura sau đó mở lòng mình ra với các anh, bắt đầu từ việc quan tâm đến họ một cách rụt rè, cô dần tự tin hơn và mọi người đối xử với nhau tự nhiên như người trong gia đình. Tình cảm của mỗi thành viên dành cho nhau được thể hiện qua nhiều tình huống nhỏ nhặt đời thường, được vun đắp theo thời gian cùng với sự hiện diện của những người bạn cùng lớp với Sakura và người thân của các anh. Một ngày nọ, Sakura tìm lại được ba ruột của mình, Fukasawa Taizo. Ông cảm thấy ân hận vì đã để lại mẹ con cô một mình mà bỏ đến nước Ý theo đuổi sự nghiệp riêng, nên thoạt đầu không dám nhận lại con gái. Với sự động viên của các anh, Sakura được tiếp thêm can đảm để đối mặt trực tiếp với người sinh ra mình. Tình cảm cha con họ sau đó được tiến triển bình thường, mặc dù Fukasawa không thường xuyên lưu lại Nhật Bản và Sakura vẫn ở bên các anh thật hạnh phúc.
Thời gian thoi đưa, Sakura tốt nghiệp cấp 2 và trở thành thiếu nữ cao trung. Lúc này đây, cô nhận thức rõ về tình cảm mình dành cho người anh cả Masashi, vốn đã được nuôi dưỡng qua từng ngày, bởi sự yêu thương mà Masashi dành cho cô em gái không cùng huyết thống của anh quá đặc biệt, đến chính anh cũng không nhận ra. Sakura bỗng nhiên trở nên nhạy cảm hơn với từng cử chỉ âu yếm của Masashi, cô cũng cảm thấy dằn vặt, day dứt sau những suy nghĩ có thể làm biến dạng tình cảm anh em gia đình mà khó khăn lắm mới tìm lại được này. Masashi nhận ra sự thay đổi nơi Sakura, và anh cũng bắt đầu nảy sinh một cảm giác khác lạ với người em gái, nó khiến anh cảm thấy bất an và từng làm nhiều cách khác nhau để giúp cả hai thoát khỏi tình huống khó xử, nhưng không thành công. Cho đến khi bí mật bị lộ, Sakura trở nên hoảng loạn và cả gia đình rơi vào cơn sóng gió trong một thời gian ngắn. Khi Masahi và Sakura không ở bên nhau, họ trấn tĩnh lại và quyết định nhìn thẳng vào những cảm xúc tự nhiên vượt quá tình anh em mà không thể nào chối bỏ này.
Qua nhiều thử thách, cuối cùng Masashi dần làm chủ được cảm xúc của mình khi đối mặt với Sakura, còn cô cũng đã hạ quyết tâm sẽ theo đuổi tình cảm của mình đến cùng. Họ vẫn đối xử với nhau như anh em ruột thịt, và tiếp tục phát triển thêm mối quan hệ lãng mạn giữa vòng quay gia đình, bạn bè và nhiều sự kiện mới khác trong cuộc sống. Masashi xem Sakura là người mà anh không bao giờ có thể rời xa, nên đã từ chối lời mai mối của bà mình, và khi nghe được những lời đó từ chính miệng Masashi, Sakura cảm thấy vô cùng hạnh phúc. Không may, sau một tai nạn trong trường học, Masashi bị mất trí nhớ tạm thời, điều đó khiến Sakura suy sụp vì cô tưởng như mình đã tiến rất gần đến đích đến của mối tình trắc trở này. Masashi dù quên hết mọi thứ những ở trong tim, tình cảm của anh dành cho Sakura đã quá sâu nặng và luôn cảm thấy đè nặng trong lòng. Khi sực tỉnh lại, anh chạy đi tìm Sakura và nhìn thấy cô đang khóc chính tại ngôi nhà đồ chơi năm xưa, họ trao nhau một nụ hôn hạnh phúc. Trong cảnh cuối của câu chuyện, cả gia đình chụp chung một bức ảnh lưu niệm khi Sakura đã tốt nghiệp cấp 3.